# Policajt z New Yorku
Policajt z New Yorku (v anglickém originále Golden Boy) je americký kriminální televizní seriál z roku 2013. Sleduje příběh mladého policisty Waltera Clarka (Theo James), který je pro svůj hrdinský čin povýšen a stává se kriminalistou na oddělení vražd.
Autorem seriálu je Nicholas Wootton. Pilotní díl pro společnosti Warner Bros. Television a Berlanti Productions natočil režisér Richard Shepard. Televizní stanice CBS si ho objednala v květnu 2012, dne 26. února 2013 uvedla v předpremiéře a do pravidelného vysílání nasadila od 8. března téhož roku. Dne 10. května 2013 však CBS oznámila ukončení seriálu bez další navazující řady. Poslední 13. díl odvysílala v premiéře 14. května téhož roku.
Dne 5. srpna 2014 byl seriál vydán na DVD.

## Postavy a obsazení
| Theo James        | Walter William Clark mladší, nově povýšený detektiv |
| Chi McBride       | Don Owen, Clarkův parťák, dva roky před důchodem    |
| Kevin Alejandro   | Christian Arroyo, detektiv                          |
| Bonnie Somerville | Deb McKenzieová, Arroyova parťačka a milenka        |
| Holt McCallany    | Joe Diaco, detektiv                                 |
| Stella Maeve      | Agnes Clarková, Walterova mladší sestra             |
| Ron Yuan          | plukovník Peter Kang, vedoucí oddělení vražd        |

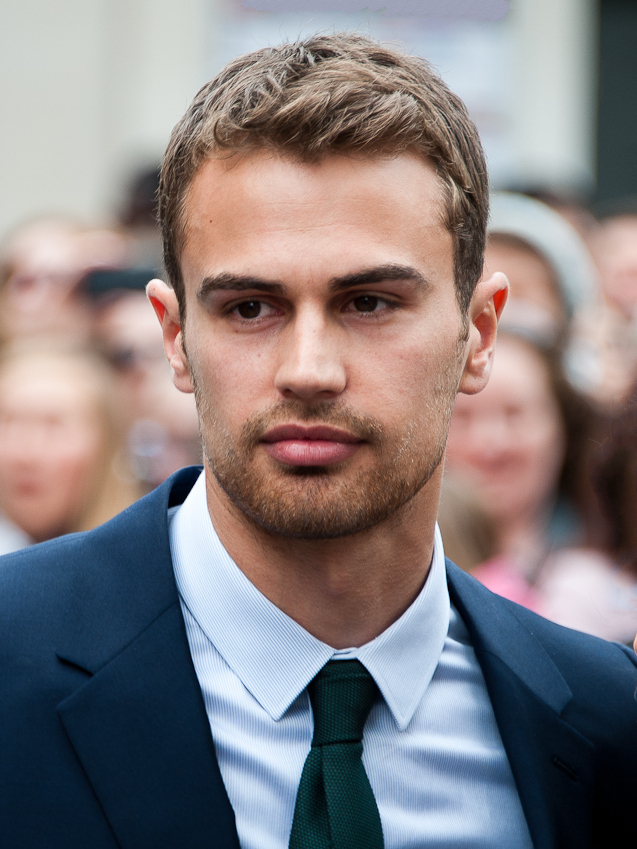
Theo James

Titulní postavu měl původně ztvárnit Ryan Phillippe, ale po jeho odstoupení se role ujal britský herec Theo James.

## Seznam dílů
| Pořadí | Původní název        | Český název          | Režie              | Scénář                                           | Premiéra v USA  | Premiéra v ČR   | Produkční kód | Sledovanost |
| ------ | -------------------- | -------------------- | ------------------ | ------------------------------------------------ | --------------- | --------------- | ------------- | ----------- |
| 1      | Pilot                | Pilot                | Richard Shepard    | Nicholas Wootton                                 | 26. února 2013  | 5. dubna 2014   | 296823        | 10,56       |
| 2      | The Price of Revenge | Cena odplaty         | Jace Alexander     | Nicholas Wootton                                 | 5. března 2013  | 6. dubna 2014   | 2J7152        | 9,40        |
| 3      | Young Guns           | Mladé pušky          | Mike Listo         | Phil Klemmer                                     | 8. března 2013  | 12. dubna 2014  | 2J7153        | 7,41        |
| 4      | Role Models          | Falešní hrdinové     | Matthew Penn       | Brett Mahoney                                    | 12. března 2013 | 19. dubna 2014  | 2J7154        | 8,53        |
| 5      | Vicious Cycle        | Začarovaný kruh      | Constantine Makris | Andi Bushell                                     | 19. března 2013 | 20. dubna 2014  | 2J7155        | 9,26        |
| 6      | Just Say No          | Prostě řekni ne      | Paul McCrane       | Jennifer Corbett                                 | 26. března 2013 | 26. dubna 2014  | 2J7156        | 8,07        |
| 7      | McKenzie on Fire     | McKenziová na lovu   | Michael Watkins    | Christal Henry                                   | 2. dubna 2013   | 3. května 2014  | 2J7157        | 7,83        |
| 8      | Scapegoat            | Obětní beránek       | Jamie Babbit       | Phil Klemmer a Alex Katsnelson                   | 9. dubna 2013   | 4. května 2014  | 2J7158        | 7,89        |
| 9      | Atonement            | Pokání               | Vince Misiano      | Brett Mahoney a Andi Bushell                     | 16. dubna 2013  | 10. května 2014 | 2J7159        | 8,07        |
| 10     | Sacrifice            | Obětování            | Matt Penn          | Andi Bushell a Brett Mahoney                     | 23. dubna 2013  | 11. května 2014 | 2J7160        | 7,94        |
| 11     | Longshot             | Nerovný souboj       | Nick Gomez         | Brett Mahoney, Christal Henry a Jennifer Corbett | 30. dubna 2013  | 17. května 2014 | 2J7161        | 7,64        |
| 12     | Beast of Burden      | Potížista            | Karen Gaviola      | Andi Bushell a Alex Katsnelson                   | 7. května 2013  | 18. května 2014 | 2J7162        | 6,99        |
| 13     | Next Question        | Další otázku, prosím | Jace Alexander     | Nicholas Wootton                                 | 14. května 2013 | 24. května 2014 | 2J7163        | 6,91        |